# Kuhle Wampe
Kuhle Wampe (titlul complet este Kuhle Wampe oder Wem gehört die Welt) este un film german, lansat în 1932, despre șomaj și stânga aripa politica în Republica de la Weimar. Titlul se referă la o tabără de corturi la țară aflată în apropiere de Berlin.

## Distribuție
- Hertha Thiele – Anni
- Ernst Busch – Fritz
- Martha Wolter – Gerda
- Adolf Fischer – Kurt
- Lili Schoenborn-Anspach – mama Bönike
- Max Sablotzki – tata Bönike
- Alfred Schaefer – tânărul șomer (fratele lui Anni)
- Gerhard Bienert – cititorul de ziar
- Martha Burchardi – sportivul muncitor
- Carl Heinz Charrell –
- Helene Weigel – cântăreața de baladă (voce)
- Karl Kahmen –
- Fritz Erpenbeck –
- Josef Hanoszek –
- Richard Pilgert –
- Hugo Werner-Kahle –
- Hermann Krehan –
- Paul Kretzburg –
- Anna Müller-Lincke –
- Rudolf Pehls –
- Erich Peters –
- Olly Rummel –
- Willi Schur –
- Martha Seemann –
- Hans Stern –
- Karl Wagner –
- Erwin Geschonneck - (nemenționat)